# 2 Years On
2 Years On é o oitavo álbum de estúdio dos Bee Gees, lançado no fim de 1970. Foi o disco da reconciliação dos irmãos que, desde 1969, gravavam projetos solo. Entretanto, mesmo sendo o disco da reunião, os Bee Gees só têm três músicas compostas pelos três neste disco. Uma delas, Lonely Days foi um tremendo sucesso no mercado norte-americano, alcançando o terceiro lugar entre os singles mais vendidos. Os Bee Gees haviam voltado para valer.
| Críticas profissionais                                                      | Críticas profissionais |
| Avaliações da crítica                                                       | Avaliações da crítica  |
| Fonte                                                                       | Avaliação              |
| --------------------------------------------------------------------------- | ---------------------- |
| Allmusic                                                                    | [ 1 ]                  |
| Esta tabela precisa de ser acompanhada por texto em prosa. Consulte o guia. |                        |

## Faixas
1. 2 Years On (R. Gibb/M. Gibb) - 3:58
2. Portrait of Louise (B. Gibb) - 2:35
3. Man for All Seasons (B. Gibb/R. Gibb/M. Gibb) - 2:59
4. Sincere Relation (R. Gibb/M. Gibb) - 2:46
5. Back Home (B. Gibb/R. Gibb/M. Gibb) - 1:52
6. The 1st Mistake I Made (B. Gibb) - 4:03
7. Lonely Days (B. Gibb/R. Gibb/M. Gibb) - 3:45
8. Alone Again (R. Gibb) - 3:00
9. Tell Me Why (B. Gibb) - 3:13
10. Lay It on Me (M. Gibb) - 2:07
11. Every Second, Every Minute (B. Gibb) - 3:01
12. I'm Weeping (R. Gibb) - 2:45

## Ficha técnica
- Barry Gibb: Violão (menos em Sicere Relation), Vocal
- Robin Gibb: Vocal
- Maurice Gibb: Vocal, Baixo, Piano, Guitarra, Violão.
- Geoff Bridgford: Bateria
- Bill Shepherd: Arranjo
- Bee Gees e Robert Stigwood: Produção

## Singles
1. Outubro de 1970
A: Lonely Days
B: Man for All Seasons